# Искра-125
«Искра 125» — советская персональная электронная клавишная вычислительная машина (ПЭКВМ). Разработана в 1970-х. Выпускалась на производственном объединении «Счётмаш» (Курск).
Спроектирована Институтом кибернетики АН УССР совместно с СКБ (наряду другими клавишными мини-ЭВМ, в том числе «Мрия», «Чайка», «Москва», «Скорпион», «Ромб», «Орион», «Экспресс»). Процессор размещался в литом силуминовом корпусе.
ПЭКВМ «Искра‑125», «Искра‑1251» использовались на дрейфующей станции СП-22.